# Syndicat général des lycéens
Pour les articles homonymes, voir SGL.
 (juillet 2017).
Le Syndicat général des lycéens (SGL) est une organisation syndicale lycéenne française, créé en 2009, et disparue en 2019 au profit de l'Organisation internationale de la jeunesse,.

## Objectifs
Le SGL avait pour mission la défense des droits des lycéens et la promotion d'un système scolaire plus équitable et inclusif. Il militait notamment contre les discriminations, pour l'amélioration de la démocratie lycéenne et en faveur d'une orientation scolaire plus active.

## Historique

### Fondation et Premiers Pas
Le SGL est issu d'une scission de l'Union nationale lycéenne (UNL) en mai 2009. Certains membres de l'UNL, contestant un manque de transparence et d'indépendance, ont décidé de créer une structure alternative, initialement sous l'appellation UNL-Démocratique (UNL-D). Après des contestations internes à l'UNL concernant des élections syndicales en octobre 2009, ces militants ont fondé officiellement le Syndicat général des lycéens le 20 novembre 2009.
C'est ensuite que ce groupe de lycéens fait le choix de rompre les liens avec l'UNL, en créant le Syndicat Général des Lycéens, présenté comme une alternative plus démocratique et indépendante. Le SGL est officiellement fondé le 20 novembre 2009.

### Influence et Actions
De 2015 à 2019, le SGL a été la première organisation lycéenne en nombre d'élus au Conseil supérieur de l'éducation (CSE). Il a notamment organisé un référendum lycéen sur la transformation du baccalauréat en épreuves partielles, recueillant l'approbation de 70 % des 3 800 lycéens interrogés.
Le SGL a mis en avant la démocratie participative, impliquant les élus des Conseils académiques de la vie lycéenne (CAVL) et rédigeant les déclarations institutionnelles. Parmi ses réalisations, il a obtenu l'augmentation du nombre de représentants lycéens au CSE (de trois à quatre) et le maintien des notes supérieures à 10 pour les redoublants du baccalauréat.
En janvier 2017, le SGL a organisé le Forum de l'Alternative Éducative, permettant à 200 lycéens de rencontrer des candidats à l'élection présidentielle et de se former sur leurs droits.

### Dates clés
- 2009 : Création du SGL.
- 2010 : Opposition à la réforme des retraites et aux suppressions de postes.
- 2011 : Manifestations contre la réforme des programmes et les suppressions de postes.
- 2012 : Sensibilisation aux enjeux politiques nationaux à l'occasion de l'élection présidentielle.
- 2013 : Campagnes de communication sur les "36 propositions" pour changer le lycée et manifestations pour le droit à l'IVG.
- 2014 : Campagne contre le cyber-harcèlement, Journée de la jupe contre le sexisme, et opposition au ministère de l'Éducation sur la démocratie lycéenne.
- 6-7 septembre 2014 : Premier grand rassemblement national du SGL.
- 2015 : Mobilisation en solidarité aux attentats de janvier, lancement de la Charte des droits lycéens.
- 26-27 septembre 2015 : Congrès national du SGL sur les inégalités scolaires.
- 2016 : Engagement contre le projet de la loi Travail.
- 24-25 septembre 2016 : Congrès national du SGL.
- 19 mai 2017 : Journée de la Jupe (Journée contre le sexisme).
- 2017 : Forum de l'Alternative éducative, victoire aux élections des représentants lycéens au CSE.
- Fin août 2017 : Congrès national du SGL.
- 2019 : Dissolution du syndicat.

## Organisation
Le SGL fonctionnait sur un mode décentralisé, avec une gouvernance nationale et locale.

### Gouvernance nationale
L'équipe nationale comprenait un président, un secrétaire général, un trésorier et divers délégués nationaux. Le président était élu pour un mandat d'un an et proposait la composition de l'équipe nationale. Le Conseil national, regroupant les responsables départementaux, validait cette équipe et définissait les orientations syndicales.
Le syndicat ne disposait ni de salariés ni de subventions publiques permanentes.

### Gouvernance locale
Les fédérations locales conservaient une autonomie importante pour s'adapter aux réalités de chaque académie. Elles pouvaient se regrouper en comités académiques, et les lycéens s'organisaient en comités locaux dans leurs établissements.

## Propositions
Le SGL se présentait comme une organisation de propositions syndicales, réunies dans son programme "Le Lycée du XXIe siècle", renouvelé tous les deux ans. Parmi ses revendications figurent :
- Égalité des chances : gratuité des transports et des manuels scolaires.
- Baccalauréat : passage en quatre partiels.
- Rythmes scolaires : journées de six heures avec une pause méridienne d'1h30.
- Démocratie lycéenne : augmentation du nombre d'élus au CSE et reconnaissance des organisations lycéennes.
- Protection sociale : création d'un statut de lycéen, donnant accès au RSA pour les lycéens précaires et protégeant les lycéens étrangers face aux obligations de quitter le territoire.

En 2017, son projet "Ensemble pour un lycée plus humain !" proposait notamment un nouveau modèle pédagogique (School 3.0) et une réforme approfondie du lycée.

## Résultats aux élections lycéennes
En 2015, le SGL a remporté les trois sièges lycéens au CSE, se présentant ainsi comme la première organisation lycéenne en représentativité. En 2017, le nombre de sièges lycéens est passé de trois à quatre, consolidant la position du syndicat. Le SGL était présent à tous les échelons de la démocratie lycéenne (CVL, CAVL, CNVL).

## Dissolution
En 2019, le SGL a cessé ses activités, laissant place à l'Organisation internationale de la jeunesse.

## Liste des présidents
- 2009-2010 : Habib Bekhti, lycée Léopold-Sédar-Senghor de Magnanville, fondateur du syndicat.
- 2010-2011 : Sacha Camporini, lycée de l'Albanais de Rumilly[4].
- 2011-2012 : Marie Hertzog, lycée Louis-Couffignal de Strasbourg[5].
- 2012-2013 : Théo Iberrakene, Lycée Albert-Châtelet de Douai[6].
- 2013-2014 : Loukian Jacquet, lycée Ambroise-Paré de Laval[7].
- 2014-2015 : Eliott Nouaille, lycée Jacques-Prévert de Boulogne-Billancourt[8].
- 2015-2016 : Maayane Pralus, lycée Racine de Paris[9].
- 2016-2017 : Alexia Rebeyrolle, lycée Auguste-Renoir de Limoges[10].
- 2017-2018 : Ugo Thomas, lycée Les Bourdonnières à Nantes[réf. souhaitée], également élu au CSE.
- 2018-2019, Rabi Bakkali, lycée Lamartine à Paris[11].

## Propositions
Le Syndicat général des lycéens se veut aussi être une organisation de propositions. Le symbole de cette ambition est son projet syndical nommé Le Lycée du XXIe siècle, renouvelé tous les deux ans par les militants. Voici une liste non exhaustive des propositions du SGL :
- Égalité des chances à l'école : gratuité des transports, des manuels scolaires. Mieux répartir les moyens entre les lycées. Redonner un sens à l'orientation des jeunes, qui ne doit plus être subie, sans pour autant ignorer les enjeux économiques.
- Baccalauréat : examen national, divisé en quatre partiels[13],[14].
- Rythmes scolaires : réduction du temps de travail hebdomadaire[15]. Journées de 6h de cours, avec une pause méridienne d'1h30.
- Expression des lycéens : renforcer la démocratie lycéenne, en communiquant mieux à son sujet, pour lui redonner toute sa légitimité. Augmentation du nombre d'élus au CSE. Reconnaissance des organisations lycéennes.
- Discriminations et violences : multiplier les campagnes de sensibilisation, sans laisser de lycées en marge[16].
- Ouverture : faire du lycée un véritable lieu de vie, condition nécessaire pour que le lycéen s'épanouisse et se découvre, afin de s'orienter activement.
- Création d'un statut de lycéen donnant accès au RSA pour les lycéens précaires, et protégeant les lycéens étranger face à une obligation de quitter le territoire français

Par ailleurs, le projet du syndicat pour les élections lycéennes de 2015 est axé autour de 21 progrès : création d'un système hybride d'affectation scolaire, création d'un pôle public de soutien scolaire, promouvoir des formes de pédagogie innovantes notamment.
En 2017, le projet "Ensemble pour un lycée plus humain !" est proposé dans le cadre de la campagne pour les élections au Conseil supérieur de l'éducation. Les principales revendications sont la mise en place d'un statut lycéen, un nouveau modèle de pensé pédagogique nommé School 3.0 et une réforme en profondeur du lycée.

## Démocratie lycéenne
En 2011, une des listes du SGL, passe à une dizaine de voix de l'obtention d'un siège au CSE. 
En 2013, l'organisation totalisant 104 voix en tout, le SGL se revendique donc comme étant la troisième organisation lycéenne représentative, derrière l'UDEL (106 voix et 0/3 élus) et l'UNL (3/3 élus). Le Syndicat général des lycéens comptait en 2013 une trentaine d'élus aux CAVL et 5 élus au CNVL.

En 2015, le SGL remporte les 3 sièges des lycéens au Conseil supérieur de l'éducation et se considère alors comme la première organisation lycéenne en représentativité,. Le SGL est présent à travers ses élus à tous les échelons de la démocratie lycéenne, qu'il s'agisse du CVL (Conseil des délégués pour la vie lycéenne), du CAVL (Conseil académique de la vie lycéenne), et du CNVL (Conseil national de la vie lycéenne).
En 2017, le SGL remporte de nouveau les sièges au Conseil supérieur de l'éducation qui sont passés de 3 à 4 pour ce nouveau mandat. Il s'agit de la première organisation lycéenne au CNVL avec 8 élus adhérents et sympathisants au SGL (12 en comptant les élus CSE qui siègent également au CNVL).
| Élection | 2011 | 2013 | 2015 | 2017 | 2019 |
| Sièges   | 0/3  | 0/3  | 3/3  | 4/4  | 0/4  |